# Fendi
Fendi (італійська вимова: [ˈfɛndi]) — італійський будинок моди, що спеціалізується на випуску одягу, виробів зі шкіри та хутра, аксесуарів і парфумерії. Компанія входить до складу холдингу LVMH.

## Історія бренду
У 1918 року Адель Касагранде заснувала компанію як магазин шкіри та хутра. Магазин знаходився в Римі на Віа дель Плебіціо. 1925 року Адель Касагранде одружилася з Едуардо Фенді. Подружжя змінило назву підприємства на Fendi.
1932 року на Віа П'яве  було відкрито наступний магазин.
Після Другої світової війни до відродження діяльності компанії приєднуються дочки подружжя Фенді (Паола, Анна, Франка, Карла та Альда). Паола стала експертом з вироблення хутра, Анна — дизайнером, Франка — фахівцем зі зв'язків з громадськістю, Карла займалася усіма поточними справами компанії, а Альда стала комерційним директором бренду. Найважливішим бізнес-рішенням сестер стало запрошення молодого німецького дизайнера Карла Лагерфельда, який перетворив марку модний дім Fendi, що належить сьогодні концерну LVMH  в передового виробника найлегшого і найвишуканішого хутра на ринку. Карл придумав для дому Fendi знаменитий логотип з двох літер F.
Перша колекція шуб Fendi, яку Карл представив у 1966 році, мала шалений успіх. Відтоді шуби Fendi перетворилися в символ розкоші та красивого життя й отримали пропуск не тільки на знатні прийоми, а й на кращі знімальні майданчики країни: Fendi створювали шуби для Сильван Мангано в картині «Сімейний портрет в інтер'єрі» Лукіно Вісконті та вбрання Ізабель Юппер в «Справжній історії дами з камеліями».
У 1962 році Карл Лагерфельд стає креативним дизайнером дому та створює знаменитий логотип — дві F, одна з яких перегорнуто. Завдяки Лагерфельду всі речі «Фенді» прийняли новий, революційний відтінок. Колись важкий і грубий одяг зі шкіри та хутра під керівництвом Лагерфельда прийняла легкі, легкі образи. У 1966 році сестри Фенді представили свою першу колекцію хутряного одягу, створену під керівництвом Лагерфельда.
У 1977 році Будинок Fendi представив першу колекцію pret-a-porter, в 1984 році колекції Fendi поповнилися краватками, рукавичками, джинсами, окулярами, ручками та запальничками. У 1988 році з'явився перший жіночий парфум Fendi, в 1989 — чоловічий Fendi Uomo, в 1990 році Fendi випустив першу колекцію одягу для чоловіків, а в 1997 році внучка засновників марки Сільвія Вентуріні Фенді створила ще один культовий продукт під логотипом Fendi — сумочку Baguette, яку рекомендувалося носити як французький багет. Пізніше з'являться й іронічні мініверсії багета — мініатюрні «круасани».

## Сучасність
Контрольний пакет компанії Fendi належить альянсу LVMH (Louis Vuitton Moët Hennessy S.A). Рішення про продаж компанії було прийнято в 1999 році. В результаті колаборації відкрилися флагманські магазини Fendi в Парижі та Лондоні. У 2001 LVMH Group викупила акції Prada, в наступному році придбала акції Fendi, а у 2004 році стала єдиним власником контрольного пакета акцій.
У 2005 році Модний будинок Fendi відзначив своє вісімдесятиріччя. У зв'язку з подією було відкрито Palazzo Fendi (Палац Фенді) в Римі. Нова будівля об'єднала в собі студії, ательє з виготовлення хутра і найбільший у світі магазин Fendi.
19 жовтня 2007 року побачив світ грандіозне шоу від Fendi — перший показ мод на Великій Китайській Стіні. У показі брали участь 88 моделей. Подіум був одним з найдовших за всю історію модних дефіле — 88 метрів (8 вважається в Китаї щасливим числом).
29 лютого 2008 року в Парижі, з нагоди відкриття 22 магазину Fendi на 22 Avenue Montaigne, для аудиторії з 400 гостей відбувся приватний концерт п'ятикратного лауреата премії «Греммі» Емі Вайнгауз.
З 1 червня 2024 року генеральний директор Фенді - Pierre-Emmanuel Angeloglou. 
Нині у Fendi відкрито понад 160 магазинів у 25 країнах.